# Bedfield
Bedfield est un village et une paroisse civile du Suffolk, en Angleterre.